# 17238 Brianwu
17238 Brianwu este o planetă minoră (asteroid), cu un diametru de 8,165 km, din centura de asteroizi. A fost descoperită pe 8 martie 2000 la Magdalena Ridge Observatory⁠(d) de Lincoln Near-Earth Asteroid Research. 
Obiectul prezintă o orbită caracterizată de o semiaxă mare de 3,1261216 UAi, o excentricitate de 0,14, o înclinație de 2,39737 ° în raport cu ecliptica.